# الضمية (همدان)

تعديل مصدري - تعديل

الضمية هي إحدى قرى عزلة ربع همدان بمديرية همدان التابعة لمحافظة صنعاء، يبلغ تعداد سكانها 367 نسمة حسب تعداد اليمن لعام 2004.